# Courcival
Courcival település Franciaországban, Sarthe megyében. Lakosainak száma 83 fő (2022. január 1.). Courcival Nauvay, Terrehault, Jauzé, Peray, Rouperroux-le-Coquet, Saint-Aignan és Saint-Cosme-en-Vairais községekkel határos.

## Népesség
A település népességének változása:
| Lakosok száma | 88   | 93   | 96   | 96   | 97   | 98   | 93   | 88   | 83   |
|               | 2013 | 2015 | 2016 | 2017 | 2018 | 2019 | 2020 | 2021 | 2022 |